# Sač

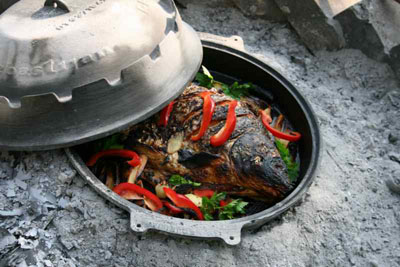
Sač

Ein Sač oder eine Peka (griech. Παραδοσιακή Γάστρα, Σινί oder auch Χάνι) ist ein traditionelles Kochgeschirr, das in weiten Teilen des Balkans verwendet wird. Auch die in dem Sač zubereiteten Eintopfgerichte werden häufig als Sač bezeichnet.
Er besteht aus zwei Teilen, einer an einen Wok erinnernden, gewölbten Pfanne und einem Deckel, die Größe liegt zwischen etwa 20 und 50 Zentimetern Durchmesser. Der Deckel ist speziell geformt, so dass man auch auf ihm Brenngut verteilen kann, wodurch zusätzlich Oberhitze entsteht. Die üblichen Materialien sind Ton, Stahl und Gusseisen. Das ähnlich klingende Kochgeschirr Sac aus der Türkei könnte der Namensgeber sein, zumal der Aufbau bei beiden dem Wok ähnlich ist und die Osmanen jahrhundertelang den Balkan beherrschten.
Die Nahrungsmittel werden auf offenem Feuer auf festen Dreibeinen oder auf einer niedrigen Mauer aus Ziegeln im Freien gebacken oder gebraten. Auch ausreichend große Kamine werden dazu genutzt.
Dem Sač ähnlich ist die nordafrikanische Tajine oder der Dutch oven, in der modernen Küche auch der Römertopf oder die Kokotte.